# Earthchild
Earthchild (地球の子, Chikyū no Ko) est un shōnen manga écrit et dessiné par Hideo Shinkai. Il est prépublié du 21 février 2021 au 5 septembre 2022 dans le Weekly Shōnen Jump, puis publié en volumes reliés par l'éditeur japonais Shūeisha.

## Synopsis
Sauvé de peu de la mort, Sawada Reisuke ne se souvient que d'une chose : l'apparence de la femme qui l'a sauvé. Alors quand il la reconnait dans la rue, Hoshifuri Kaeri est absolument abasourdie de découvrir quelqu'un capable de résister au système de suppression de mémoire qui lui sert tant. Ainsi, à force de se retrouver malgré les souvenirs effacés à répétition, Kaeri invite peu à peu Reisuke dans son monde, dans sa vie passée à protéger la Terre avec ses pouvoirs.
Mais face aux pires désastres qu'ait connu la Terre, lorsque l'humanité tout entière frôle l'extinction, que peut faire un homme tout à fait normal pour protéger l'avenir de sa super-famille ?

## Manga
Le manga Earthchild est dessiné par Hideo Shinkai. La série a été publiée du 12e numéro du Weekly Shōnen Jump publié le 21 février 2022, au 40e numéro du même magazine publié le 5 septembre 2022. Depuis, la série est éditée sous forme de volumes reliés par Shūeisha et compte un total de 3 tomes,.

### Liste des volumes
| no | Japonais       | Japonais          |
| no | Date de sortie | ISBN              |
| --- | -------------- | ----------------- |
| 1 | 3 juin 2022    | 978-4-08-883146-6 |
| Liste des chapitres : - Chapitre 1 : 君は地球、僕は月 (Kimi wa chikyū, boku wa tsuki) - Chapitre 2 : だから月は、決して背を向けまいと誓った。 (Dakara tsuki wa, kesshite se o mukemai to chikatta.) - Chapitre 3 : ラグランジュ点で待ち合わせよう (Raguranju-ten de machiawaseyou) - Chapitre 4 : 星掛けと遣らずの雨 (Hoshi-kake to yarazunoame) - Chapitre 5 : 彗星ホームカミング (Suisei hōmukamingu) - Chapitre 6 : 天地の光をつなぐ糸 (Tenchi no hikari o tsunagu ito) - Chapitre 7 : 人間喜劇 (Ningen kigeki) |                |                   |
| 2 | 4 août 2022    | 978-4-08-883194-7 |
| Liste des chapitres : - Chapitre 8 : バイナリーダークゼロ (Bainarīdāku zero) - Chapitre 9 : バイナリーライツワン (Bainarīraitsu wan) - Chapitre 10 : ランデヴー・ピッチ・マニューヴァ (Randevū pitchi manyūva) - Chapitre 11 : スーパーヒーロー (Sūpāhīrō) - Chapitre 12 : 星降昭夫・智子登場で記憶改ざん、妻の部屋の謎 (Hoshifuru Akio Tomoko tōjō de kioku kaizan, tsuma no heya no nazo) - Chapitre 13 : 君が優しい人だから (Kimi ga yasashī hitodakara) - Chapitre 14 : 誓約のピーカ・ブー (Seiyaku no pīka bū) - Chapitre 15 : 地上の銀河を泳いで (Chijō no ginga o oyoide) - Chapitre 16 : 君に贈る最後の (Kimi ni okuru saigo no)                                                                                |                |                   |
| 3 | 4 octobre 2022 | 978-4-08-883289-0 |
| ー |                |                   |
| Liste des chapitres : - Chapitre 17 : 地球と月のワルツに喝采を (Chikyū to tsukinowarutsu ni kassai o) - Chapitre 18 : ハイパーノヴァ (Haipānova) - Chapitre 19 : アポトーシス (Apotōshisu) - Chapitre 20 : 星たちを引き連れた夜 (Hoshi-tachi o hikitsureta yoru) - Chapitre 21 : 完遂；佐和田令助 (Kansui; Sawada-rei suke) - Chapitre 22 : インフィニティ・オン・ハイ (Infiniti on hai) - Chapitre 23 : 思い出は逃げ込む場所じゃない (Omoide wa nigekomu basho janai) - Chapitre 24 : 大勢の過ちに翻弄された一人の女と、それを救った男 (Taisei no ayamachi ni honrō sa reta hitori no on'na to, sore o sukutta otoko) - Chapitre 25 : 赤裸々 (Sekirara) - Chapitre 26 : 水入らずの家族旅行 (Mizuirazu no kazoku ryokō) |                |                   |

## Réception
Ryoko Fukuda, de Real Sound, a fait l'éloge des personnages et des dessins. Steven Blackburn de Screen Rant a également fait des éloges, qualifiant la série d'émotionnelle.

### Sources
1. ↑  (ja) « 「SOUL CATCHER(S)」の神海英雄が描く一般人と地球を守るヒーローの純愛物語 », sur natalie.mu,‎ 21 février 2022 (consulté le 1er septembre 2022)
2. ↑  « Le manga Magu-chan tire sa révérence et laisse place à deux nouveaux titres », sur Anime News Network, 6 février 2022 (consulté le 1er septembre 2022)
3. ↑  « "Chikyuu no Ko" (Earth Child) by Hideo Shinkai will end in upcoming Weekly Shounen Jump issue 40/2022 out Sep 5, 2022. », sur Twitter, 1er septembre 2022 (consulté le 1er septembre 2022)
4. ↑  (ja) « 繊細に描かれる人の繋がりーー少年ジャンプ新連載『地球の子』は壮大な“人情SF作品”だ », sur Real Sound,‎ 26 mars 2022 (consulté le 1er septembre 2022)
5. ↑  (en) « New Manga Earthchild Is Already Shonen Jump's Most Heartbreaking Series », sur Screen Rant, 2 mars 2022 (consulté le 1er septembre 2022)

### Œuvres
Édition japonaise
1. 1 2 3  Tome 1
2. 1 2 3  Tome 3
3. 1 2  Tome 2